# Pueblo sarua
El pueblo sarua, está integrado por un conjunto de comunidades de habla sharwa distribuidos a ambos lados de la frontera entre Chad y Camerún. También son conocidos con los nombres sarúa, saroua, sharawa, sharwa, chevi, sarwwa o majieke. En territorio de Chad la comunidad sarua alcanza las 5.600 personas. En su mayoría son musulmanes y tienen la lengua fufulde (fulani) como segundo idioma, sobre todo para comunicarse con el resto de pueblos vecinos. Algunos estudios etnográficos sugieren que sharwa designa más un idioma que un grupo étnico. Se constata su uso en la vida familiar. Las personas que hablan el idioma sharwa son conocidas como "sarwwa" en el pueblo de Djeki y como "majieke" en el pueblo de Duva, ambos en Camerún.
Desarrollan su vida en un clima muy cálido y seco. La agricultura se ve dificultada pues las plantas tienen dificultades para echar raíces y crecer en un entorno tan hostil. La pesca (Chad), así como algodón y la ganadería (Camerún), complementan su economía.
Están emparentados por razones lingüísticas y culturales con los pueblos que utilizan la lengua baguirmi como el pueblo barma. También con los pueblos boor, gadang y miltu, todos integrantes de la familia de lenguas afroasítaicas, chádicas orientales. Junto con estos pueblos, los sarua se extienden en Chad por la región Chari-Baguirmi, en el departamento de Loug Chari, subprefectura de Bousso, entre Bousso y Miltou, a lo largo del río Chari. También hay una comunidad importante sarua en un área aislada cerca de la ciudad de Bourrah, que está situada próxima a la frontera entre Camerún y Nigeria; este grupo es musulmán y se ha resistido a las influencias del exterior. En el plano espiritual, además del islam sigue vigente la religión étnica.Unos pocos niños que hablan sharwa asisten a una pequeña escuela en Djeki, pero en Duva y otras aldeas no hay escuelas.